# 阿約區
阿約區（西班牙語：Distrito de Ayo），是秘魯的一個區，位於該國南部阿雷基帕大區的卡斯蒂利亞省，始建於1928年4月3日，面積327.97平方公里，海拔高度1,956米，2005年人口392，人口密度每平方公里1.2人。